# Lady Stardust (låt av David Bowie)
Lady Stardust är en låt skriven av David Bowie som fanns med på hans album The Rise and Fall of Ziggy Stardust and the Spiders from Mars (1972). Det tolkas normalt som att låten handlar om Marc Bolan, som liksom Bowie på den tiden var en ikon inom glamrocken. Den ursprungliga demoversionen hade titeln "He Was Alright (A Song for Marc)."